# AMD Phenom
Pour les articles homonymes, voir Phenom (homonymie).
Athlon 64 X2 Phenom II, Athlon II
Phenom est le nom commercial donné par AMD à sa première génération de microprocesseur basé sur l'architecture K10 et constituant la famille Stars avec la gamme Opteron. Elle débute avec la série du même nom (Phenom) et se poursuit par son die-shrink en 45 nm : nom de code Deneb. La gamme a pour but de relancer AMD dans la course face à Intel qui domine dans le domaine des performances avec la gamme Core 2 et Core i7.

## Architecture
Synthèse des améliorations :
- traitement des instructions SSE 128 bits en une passe ;
- gestion indépendante des cœurs avec la technologie DICE (Dynamic Independent Core Engagement) ;
- apparition d'un cache de niveau 3 partagée de 2 Mo ;
- gravure exclusive en 65 nm dès le lancement (la gravure en 45 nm est prévue pour le début de l'année 2008 et la gravure en 32 nm est prévue pour l'automne 2008[1]) ;
- débit des caches L2 doublé ;
- gestion de l'HyperTransport 3.0[2] (vitesse proportionnelle à la vitesse du processeur, se réglera en permanence à 75 % de la vitesse du processeur jusqu'à un maximum de 2,6 GHz et une bande passante de 41,6 Go/s maximale théorique) ;
- un niveau de pipeline augmenté de 12 à 16 ;
- une dissipation thermique de 45 W pour les versions low voltage à 89 W.

### Quad-cœur natif
Contrairement aux Intel Core 2 Quad, qui étaient en fait un assemblage de deux Core 2 Duo dans la même puce, les Phenom étaient des 4 cœurs natifs.

### Cache L3
Cache de 2 Mio à architecture ZDRAM utilisé sur les premiers Athlon 64, sans contrôleur de préférence (prefetching). Fréquence de fonctionnement définie par celle du pont-Nord (NorthBridge) intégré au processeur (Contrôleur mémoire, notamment) donnée pour 2 GHz. Longueur de queue de préchargement des données 131072 Unités.

### Socket AM2+
Version optimisée du Socket AM2 (940 broches) supportant la mémoire DDR2 jusqu'à 533 MHz effectif (1 066 MHz pour l'envoi des données). Apporte aussi les dernières fonctions des versions 3.0, du Cool&Quiet et Hyper-Transport. À savoir :
- support d'une tension de fonctionnement supérieure à 1,3 V et une fréquence de repos inférieure à 1 000 MHz, pour le Cool&Quiet ;
- support de 4 liens Hyper-Transport simultanés et une fréquence maximale de 2,6 GHz, pour l'Hyper-Transport.

### Plate-forme Spider
Grâce à la fusion de ATI avec AMD, le fondeur est en mesure de proposer une solution complète pour le jeu et le traitement multimédia à l'image de la plateforme Intel Viiv mais en proposant une solution graphique plus aboutie. Concrètement, la plateforme Spider comprend trois éléments fondamentaux :
- un processeur AMD Phenom ;
- un chipset AMD 7xx ;
- une carte graphique ATI Radeon HD 38x0.

La plateforme met l'accent sur les contenus HD grâce à ses cartes Radeon HD 3800 qui intègrent un moteur de décodage de vidéos haute définition UVD, contrairement à ses concurrents NVIDIA. Il sera même possible de coupler jusqu'à quatre cartes graphiques grâce à la technologie CrossFireX.
L'autre atout que met en avant AMD pour sa plateforme porte sur l'aspect financier. Elle serait plus économique que celle proposée par Intel avec ses nouveaux chipsets pour processeurs Penryn (P35, P965). À ce point s'ajoute le fait que les sockets AM2+ seront compatibles avec les prochains processeurs basés sur le socket AM3, garantissant ainsi une plus forte longévité de la plateforme.
AMD accompagne ses chipsets 790FX d'un logiciel, à la manière de nTune pour les chipsets NVIDIA, pour gérer et overclocker la plateforme Spider : OverDrive. Il est secondé par des fonctions spécifiques dans le BIOS de la carte-mère regroupés sous le terme de Auto XPress qui permettent de gérer l'overclocking du CPU et du GPU. Enfin les cartes-mères intègrent la gestion de la mémoire EPP introduite par NVIDIA et ses nForce 5.

## Nomenclature
L'ensemble des noms de code des processeurs de la gamme Phenom correspondent à des noms courants d'étoiles. Les logos associés ont été dévoilés dans un premier temps à l'occasion de la sortie des dérivés serveurs (Barcelona) puis à l'occasion du renouvellement du logo dans le cadre du sponsoring de l'écurie Ferrari de F1. Les logos officiels des Phenom et Phenom FX ont officiellement été dévoilés par AMD au cours de la mi-septembre.

### Prototype
La première version a été dévoilée par DailyTech au cours de l'été 2008. À cette occasion, AMD abandonne le P-rating (xx00+) pour une nouvelle numérotation. Elle était constituée de deux sous ensembles. Le premier sous ensemble était composé de deux lettres qui permettaient de définir les caractéristiques du processeur tandis que le second était formé par un nombre à 4 chiffres spécifique à la gamme.
| Gamme     | Référence   | Description                                            |
| --------- | ----------- | ------------------------------------------------------ |
| Phenom FX | indéterminé | -                                                      |
| Phenom X4 | GP-7xxx     | G = processeur haut de gamme P = TDP supérieur à 65 W  |
| Phenom X2 | GS-6xxx     | G = processeur haut de gamme S = TDP voisin de 65 W    |
| Athlon X2 | BE-2xxx     | B = processeur moyen de gamme E = TDP inférieur à 65 W |
| Athlon X2 | LS-2xxx     | L = processeur bas de gamme S = TDP voisin de 65 W     |
| Sempron   | LE-1xxx     | L = processeur bas de gamme E = TDP inférieur à 65 W   |

### Version officielle
| Gamme     | Référence | Description |
| --------- | --------- | ----------- |
| Phenom FX | FX-9x     | Socket F+   |
| Phenom FX | FX-8x     | Socket AM2+ |
| Phenom X4 | 9x50      | Révision B3 |
| Phenom X4 | 9x00      | Révision B2 |
| Phenom X3 | 8x50      | Révision B3 |
| Phenom X3 | 8x00      | Révision B2 |
| Athlon X2 | 7x50      | -           |

## Les retards et autres problèmes
Initialement prévu pour novembre 2007, les Phenom de type Agena devaient relancer le fabricant AMD dans la lutte qui l'oppose à Intel. Mais les retards liés à la livraison ainsi que des bugs dans la conception de ces quad-core ont conduit à un départ très critique d'autant que les performances de ces nouveaux processeurs n'étaient pas au rendez-vous.

### Les annonces
Les premières rumeurs, ont initialement fait état d'une commercialisation au 3e trimestre 2007 pour les quad-cores suivie par les dual-cores avant Noël. Mais au cours du Computex 2007, les fabricants de cartes mères, indiquent que la gamme Phenom ne sera pas disponible avant le début de l'année 2008 peu après l'annonce par AMD du retard du lancement des Barcelona. À la fin juin, ces derniers prétendent une sortie programmée de la nouvelle gamme à la fin du dernier trimestre 2007. Quatre processeurs couvrant une gamme allant des modèles de milieu de gamme (Phenom X2 GS-6550) au haut de gamme (Phenom X4 GP-7000 et GP-7100) en passant par les versions très haut de gamme (Phenom FX-80) devait initialement sortir en novembre 2007. En 2008, 11 nouveaux processeurs devaient venir étoffer la gamme.
Début juillet 2007, AMD annonce un premier report, confirmé à la fin de l'année par Dirk Meyer (COO d'AMD), de ces processeurs pour le premier trimestre 2008 et les modèles annoncés changent avec uniquement la commercialisation dans un premier temps de Phenom FX (FX-90 et FX-91). Pour pallier ce retard, AMD prévoit alors de commercialiser avant la fin de l'année des versions 9xxx (9500 et 9600 pour novembre et 9700 pour décembre), le fondeur en profite pour revoir sa nomenclature : les versions x4 deviennent 9xxx et x3, 7xxx.
Le bug du TLB (Translation lookaside buffer) oblige AMD à réorganiser début février sa gamme en retirant les modèles affectés en révision B2 pour les remplacer par les nouveaux modèles (révision B3). Ces derniers se distinguent alors par leur nomenclature en Xx50. Ils sont en outre retardés dans leurs commercialisations.

### Le bug du TLB
Outre les retards liés à la distribution des Phenom, AMD doit gérer un problème bien plus sérieux affectant la stabilité de ces  quad-core. Annoncé officiellement le décembre 2007, le bug du TLB oblige AMD à suspendre la commercialisation des Opterons. Ce bug affecte, pour le moment, les premiers modèles destinés à la commercialisation à savoir les 9600, 9500 mais aussi les 7600 et 7400. 

Dans un premier temps, AMD fournit un correctif sous la forme d'une mise à jour du microcode implémenté dans le BIOS. Or l'activation de ce correctif a pour effet de ralentir fortement les performances du processeur car le TLB du cache L3 s'en retrouve désactivé. Ainsi, les premiers tests ont mis en évidence une chute de 11 % des performances : la bande passante mémoire passe de 5,4 Go/s à 3,65 Go/s tandis que le temps de latence du cache L3 augmente de 59 ns à 99 ns (soit près du double !). Pour cette raison le correctif est désactivable depuis l'utilitaire Overdrive fourni par AMD. Pour les ordinateurs sous Linux, le problème semble être plus facile à résoudre grâce à un patch du kernel 2.6.23.8 de Linux Red Hat Enterprise 64 bits qui n'affecterait que de 1 % les performances globales.

Le bug du TLB est réglé matériellement dans les révisions B3. Dans un premier temps, les modèles de milieu et d'entrée de gamme (x2, x3 et certains x4) sont commercialisés avec la révision B2 (Xx00) pour être ensuite remplacés par des processeurs à révision B3 (Xx50). En ce qui concerne le haut de gamme (x4 et FX), il sera initialement proposé avec la révision B3 comme annoncé dès le début.

### Les incompatibilités avec certaines cartes mères

#### Socket AM2
Depuis le début, les dirigeants de AMD ont annoncé que le socket AM2 utilisé avec les précédentes plateformes Athlon serait compatible avec les nouveaux Phenom via une mise à jour du BIOS de manière à faciliter une migration à moindre coût. Or parmi les cartes mères testés nombre d'entre elles ne sont pas compatibles avec les Phenom, car les constructeurs de cartes mère tardent à fournir un BIOS compatible. "L'évolutivité économique" semble donc compromise en attendant de nouveau bios. Ce problème, bien que mineur, se rajoute surtout au bug du TLB et aux énièmes retards de distribution de ces processeurs. En outre les fabricants de carte-mères ne semblent mettre à jour qu'une partie seulement de leur catalogue à base de chipset AM2 contrairement à la volonté de AMD.

#### TDP élevé
À la suite de tests effectués par AnandTech d'un processeur haut de gamme (Phenom 9850) sur une carte mère à chipset AMD 780G, il est apparu que plusieurs cartes mères grillaient au cours des premières secondes ou de la première minute d'utilisation. Très vite le regard s'est tourné vers le chipset mais celui-ci fut finalement innocenté au détriment de la qualité de la carte mère. En effet et à l'image du bug affectant Yorkfield d'Intel, la qualité et le niveau de gamme des cartes mères influence la prise en charge de certaines catégories de processeurs. Deux solutions ont donc été préconisées : choisir un modèle plus haut de gamme ou préférer un modèle moins performant (et donc au TDP moins élevé) en attendant une révision des modèles haut de gamme à TDP réduit.

### Le gestionnaire d'énergie de Vista
Windows Vista propose un gestionnaire d'énergie basé sur trois modes : Économies d'énergie, Usage normal et Performances élevées. Très utile pour un portable, ces profils correspondent à des paramètres logiciels mais aussi matériels. Dans le cas des processeurs AMD, cette gestion de l'énergie s'effectue au moyen de la technologie Cool'n'Quiet 2.0. Or il s'avère que l'utilisation du mode normal s'accompagne d'un niveau de fréquence minimal proche du profil économe. En outre, ce comportement est indépendant de la charge du processeur et n'affecte pas les processeurs Intel équivalents. Le problème semble relativement complexe pour AMD pour qu'il n'arrive pas à le régler sur cette première génération de Phenom, obligent de ce fait les testeurs à désactiver le Cool'n'Quiet et à utiliser le mode Performances élevées de Vista.

## La gamme

### Agena FX
Les Phenom FX devaient représenter le très haut de gamme des processeurs quad-core via les processeurs Agena FX mais le manque de succès des Phenom et surtout les difficultés à monter en fréquence ont contraint AMD à revoir ses plans et a les retirer de la commercialisation. Ils seront finalement remplacés par les modèles Phenom X4 Black Edition. Ils devaient en outre atteindre 2,8 et même 3 GHz sans problèmes et ainsi concurrencer les quad-cores Intel tels que le QX9650. Selon les schémas initiaux, la gamme s'articulait autour de deux configurations :
- les modèles FX-9x étaient associés aux sockets F+, hérités des plates-formes Opteron. Ils permettaient de les utiliser sur les plates-formes Quad FX (bi-processeurs) ;
- les modèles FX-8x étaient destinés aux plateformes mono-processeur[31] et devaient bénéficier du même socket que les autres Phenom à savoir le socket AM2+.

| Phenom FX - Annulé |         |            |       |       |       |          |         |                     |
| FX-91              | 3,0 GHz | 4 x 512 ko | 2 Mio | libre | 180 W | 4,0 GT/s | F+      | Début 2e trim. 2008 |
| FX-90              | 2,8 GHz | 4 x 512 ko | 2 Mio | libre | 165 W | 4,0 GT/s | F+      | Début 2e trim. 2008 |
| FX-89              | 2,6 GHz | 4 x 512 ko | 2 Mio | libre | 140 W | 3,6 GT/s | F+/AM2+ | Début 2e trim. 2008 |
| FX-82              | 2,4 GHz | 4 x 512 ko | 2 Mio | libre | 140 W | 4,0 GT/s | AM2+    | Fin 1er trim. 2008  |
| FX-80              | 2,2 GHz | 4 x 512 ko | 2 Mio | libre | 140 W | 4,0 GT/s | AM2+    | Fin 1er trim. 2008  |

Les dernières données ajoutées en date, nous parviennent de modèles d'« Engineering Sample » (modèle test niveau ingénieur) générés par une firme professionnelle extérieure, réalisés à la hauteur de 5 à 15 exemplaires par modèles sur la base de processeur AGENA standard. Ces valeurs sont données qu'à titre généreux et ne peuvent pas faire l'objet de plus ample tests ou autres vérifications d'usage, pour la sécurité de cette entreprise. Néanmoins, pour la bonne marche de ces informations, près de 1 500 tests ont donc été effectués afin d'en attester la validité et la véracité.

### Agena
Les Phenom quad-core 9xxx repose aussi sur les processeurs Agena mais se distingue par leur socket AM2+. Sortis en premier, ils ont été les plus touchés par le bug du TLB si bien que plusieurs références (9700, 9900 BE) ont par la suite été remplacés.
| Modèle                       | Nombre de cœurs | Fréquence | Cache       | Cache       | Cache | Mult. | Tension                     | Révision | TDP         | HyperTransport | Référence                   | Commercialisation               | Commercialisation | Commercialisation |
| Modèle                       | Nombre de cœurs | Fréquence | L1          | L2          | L3    | Mult. | Tension                     | Révision | TDP         | HyperTransport | Référence                   | Début                           | Fin de vie        |                   |
| ---------------------------- | --------------- | --------- | ----------- | ----------- | ----- | ----- | --------------------------- | -------- | ----------- | -------------- | --------------------------- | ------------------------------- | ----------------- | ----------------- |
| Phenom X4 9xx0 Black Edition |                 |           |             |             |       |       |                             |          |             |                |                             |                                 |                   |                   |
| X4 9950 BE                   | 4               | 2,6 GHz   | 4 × 128 kio | 4 × 512 kio | 2 Mio | ×13   | 1,25 - 1,30 V               | B3       | 140 W 125 W | 4,0 GT/s       | HD995ZFAJ4BGH HD995ZXAJ4BGH | 1er juillet 2008 septembre 2008 | 29 juillet 2009   |                   |
| X4 9850 BE                   | 4               | 2,5 GHz   | 4 × 128 kio | 4 × 512 kio | 2 Mio | ×12,5 | 1,20 - 1,30 V 1,20 - 1,25 V | B3       | 125 W 95 W  | 4,0 GT/s       | HD985ZXAJ4BGH HD9850WCJ4BGH | 27 mars 2008 ?                  | 29 juillet 2009   |                   |
| X4 9600 BE                   | 4               | 2,3 GHz   | 4 × 128 kio | 4 × 512 ko  | 2 Mio | ×11,5 | 1,15 - 1,25 V               | B2       | 95 W        | 3,6 GT/s       | HD960ZWCJ4BGD               | 19 décembre 2007                | ?                 |                   |
| Phenom X4 9xx0               |                 |           |             |             |       |       |                             |          |             |                |                             |                                 |                   |                   |
| X4 9850                      | 4               | 2,5 GHz   | 4 × 128 kio | 4 × 512 kio | 2 Mio | ×12,5 | 1,20 - 1,30 V 1,15 - 1,25 V | B3       | 125 W 95 W  | 3,6 GT/s       | HD9850XAJ4BGH HD9850WCJ4BGH | 1er juillet 2008 ?              | 29 juillet 2009   |                   |
| X4 9750                      | 4               | 2,4 GHz   | 4 × 128 kio | 4 × 512 kio | 2 Mio | ×12   | 1,20 - 1,30 V 1,15 - 1,25 V | B3       | 125 W 95 W  | 3,6 GT/s       | HD9750XAJ4BGH HD9750WCJ4BGH | 27 mars 2008                    | 29 juillet 2009   |                   |
| X4 9650                      | 4               | 2,3 GHz   | 4 × 128 kio | 4 × 512 kio | 2 Mio | ×11,5 | 1,15 - 1,25 V               | B3       | 95 W        | 3,6 GT/s       | HD9650WCJ4BGH               | 27 mars 2008                    |                   |                   |
| X4 9600                      | 4               | 2,3 GHz   | 4 × 128 kio | 4 × 512 kio | 2 Mio | ×11,5 | 1,15 - 1,25 V               | B2       | 95 W        | 3,6 GT/s       | HD9600WCJ4BGD               | 19 novembre 2007                | ?                 |                   |
| X4 9550                      | 4               | 2,2 GHz   | 4 × 128 kio | 4 × 512 kio | 2 Mio | ×11   | 1,15 - 1,25 V               | B3       | 95 W        | 3,6 GT/s       | HD9550WCJ4BGH               | 27 mars 2008                    | ?                 |                   |
| X4 9500                      | 4               | 2,2 GHz   | 4 × 128 kio | 4 × 512 ko  | 2 Mio | ×11   | 1,15 - 1,25 V               | B2       | 95 W        | 3,6 GT/s       | HD9500WCJ4BGD               | 19 novembre 2007                | ?                 |                   |
| Phenom X4 9xx0e              |                 |           |             |             |       |       |                             |          |             |                |                             |                                 |                   |                   |
| X4 9450e                     | 4               | 2,1 GHz   | 4 × 128 kio | 4 × 512 kio | 2 Mio | ×10,5 | 1,075 - 1,125 V             | B3       | 65 W        | 3,6 GT/s       | HD9450ODJ4BGH               | ?                               | ?                 |                   |
| X4 9350e                     | 4               | 2,0 GHz   | 4 × 128 kio | 4 × 512 kio | 2 Mio | ×10   | 1,075 - 1,125 V             | B3       | 65 W        | 3,6 GT/s       | HD9350ODJ4BGH               | 1er juillet 2008                | 29 juillet 2009   |                   |
| X4 9150e                     | 4               | 1,8 GHz   | 4 × 128 kio | 4 × 512 kio | 2 Mio | ×9    | 1,075 - 1,125 V             | B3       | 65 W        | 3,6 GT/s       | HD9150ODJ4BGH               | 1er juillet 2008                | 29 juillet 2009   |                   |
| X4 9100e                     | 4               | 1,8 GHz   | 4 × 128 kio | 4 × 512 kio | 2 Mio | ×9    | 1,1 - 1,15 V                | B2       | 65 W        | 3,6 GT/s       | HD9100OBJ4BGD               | 27 mars 2008                    | ?                 |                   |

### Toliman
Les Phenom triple cœurs sont en fait des versions quadro-cœurs dont l'un des cœurs a été désactivé. Leur commercialisation n'était pas initialement envisagé comme le rappelle les premiers essais de nomenclatures et leur officialisation, bien qu'antérieure au lancement des Phenom, a été secondaire dans les annonces.  Les caractéristiques sont identiques au versions 9xxx en termes de cache, il pourrait s'agir en fait de versions quadro-cœurs défectueuses recyclés en triple-cœur pour limiter la perte en sortie d'usine,. Leur attractivité devait reposer sur une configuration supérieure au dual-core (présence d'un cœur en plus) et des prix très agressifs.
| Modèle                    | Fréquence | Cache L2    | Cache L3 | Revision | Mult  | Tension                   | TDP  | Référence     | HyperTransport | Commercialisation |
| ------------------------- | --------- | ----------- | -------- | -------- | ----- | ------------------------- | ---- | ------------- | -------------- | ----------------- |
| Phenom 8xxx Black Edition |           |             |          |          |       |                           |      |               |                |                   |
| 8850 BE                   | 2,5 GHz   | 3 x 512 kio | 2 Mio    | B3       | Libre | 1,05 - 1,25 V             | 95 W | HD885ZWCJ3BGH | 3,6 GT/s       | décembre 2008 ?   |
| 8750 BE                   | 2,4 GHz   | 3 x 512 kio | 2 Mio    | B3       | Libre | 1,05 - 1,25 V             | 95 W | HD875ZWCJ3BGH | 3,6 GT/s       | 8 septembre 2008  |
| Phenom 8xxx               |           |             |          |          |       |                           |      |               |                |                   |
| 8850                      | 2,5 GHz   | 3 x 512 kio | 2 Mio    | B3       | x12,5 | 1,05 - 1,25 V             | 95 W | HD8850WCJ3BGH | 3,6 GT/s       | inconnu           |
| 8750                      | 2,4 GHz   | 3 x 512 kio | 2 Mio    | B3       | x12   | 1,1 - 1,15 - 1,2 - 1,25 V | 95 W | HD8750WCJ3BGH | 3,6 GT/s       | 23 avril 2008     |
| 8650                      | 2,3 GHz   | 3 x 512 kio | 2 Mio    | B3       | x11,5 | 1,1 - 1,15 - 1,2 - 1,25 V | 95 W | HD8650WCJ3BGH | 3,6 GT/s       | 23 avril 2008     |
| 8600                      | 2,3 GHz   | 3 x 512 kio | 2 Mio    | B2       | x11,5 | 1,1 - 1,15 - 1,2 - 1,25 V | 95 W | HD8600WCJ3BGD | 3,6 GT/s       | 27 mars 2008      |
| 8450                      | 2,1 GHz   | 3 x 512 kio | 2 Mio    | B3       | x10,5 | 1,1 - 1,15 - 1,2 - 1,25 V | 95 W | HD8450WCJ3BGH | 3,6 GT/s       | 23 avril 2008     |
| 8400                      | 2,1 GHz   | 3 x 512 kio | 2 Mio    | B2       | x10,5 | 1,1 - 1,15 - 1,2 - 1,25 V | 95 W | HD8400WCJ3BGD | 3,6 GT/s       | 27 mars 2008      |
| Phenom 8xxxe              |           |             |          |          |       |                           |      |               |                |                   |
| 8450e                     | 2,1 GHz   | 3 x 512 kio | 2 Mio    | B3       | x10,5 | 1,2 V                     | 65 W | HD8450ODJ3BGH | 3,6 GT/s       | 8 septembre 2008  |
| 8250e                     | 1,9 GHz   | 3 x 512 kio | 2 Mio    | B3       | x9,5  | 1,2 V                     | 65 W | HD8250ODJ3BGH | 3,6 GT/s       | 8 septembre 2008  |

### Kuma
Kuma est la version dual core de la gamme Phenom et constitue son entrée de gamme. Il s'agit donc de modèles quad-core dont deux des cœurs sont désactivés à l'image des Toliman. De nombreuses discussions en interne ont eu lieu pour débattre de l'intérêt de la sortie de cette gamme car le Kuma est pénalisé par la taille de son die (identique aux modèles quad-core dont il est issu) et par les faibles ventes des modèles triple cores Toliman.

## Chipsets supportés
L'arrivée des nouvelles générations de chipset pour Phenom mais aussi pour les Intel de type Penryn s'accompagne du développement de technologie (SLI et CrossFire - CrossFireX) capable de gérer plus de deux cartes graphiques. Sur le même principe, des systèmes dits "Hybrid" permettent de coupler le GPU avec le chipset graphique intégré avec la carte -mère de manière à limiter la consommation en ressources et alimentation selon l'utilisation. Ce système souffre toutefois d'un défaut puisqu'il faut que le chipset de la carte-mère et le GPU soient du même fabricant. L'arrivée des médias HD oblige aussi les fabricants à développer des puces capables de gérer les flux HD pour soulager le processeur.
AMD a décidé en avance de ne pas fournir le support du Raid 5 sur le SB700 pour des raisons inconnues. Une seconde version du southbridge pour chipset AMD (SB750)  a donc été développée à destination des modèles haut de gamme. Ces derniers bénéficieront dans un premier temps du SB700 jusqu'à la commercialisation du SB750.
| Chipset    | Commercialisation | Nom de code | Architecture | Architecture | Architecture | Mémoire   | Mémoire | Processeur Graphique   | Processeur Graphique | Processeur Graphique | Processeur Graphique | Processeur Graphique | Connectique      | Connectique | Connectique                          | Connectique       | Connectique                 |
| Chipset    | Commercialisation | Nom de code | Southbridge  | FSB          | Socket       | Type      | Max     | Modèle                 | Fréquence            | DirectX              | OpenGL               | Moteur HD            | USB              | S-ATA       | PCIe                                 | RAID              | Multi GPU                   |
| ---------- | ----------------- | ----------- | ------------ | ------------ | ------------ | --------- | ------- | ---------------------- | -------------------- | -------------------- | -------------------- | -------------------- | ---------------- | ----------- | ------------------------------------ | ----------------- | --------------------------- |
| AMD 7x0    |                   |             |              |              |              |           |         |                        |                      |                      |                      |                      |                  |             |                                      |                   |                             |
| 790FX      | octobre 2007      | RS780D      | SB750        | HT 3.0       | AM2+         | DDR2-1066 | ?       | -                      | -                    | -                    | -                    | -                    | 12               | 6           | 2.0 (2 × 16x ou 4 × 8x)              | 0, 1, 5, 10, AHCI | CrossFire, Hybrid CrossFire |
| 790X       | ?                 | RD780       | SB750        | HT 3.0       | AM2+         | DDR2-1066 | ?       | -                      | -                    | -                    | -                    | -                    | 12               | 6           | 2.0 (16x + 8x)                       | 0, 1, 5, 10, AHCI | CrossFire                   |
| 790GX      | 6 août 2008       | RD790       | SB750        | HT 3.0       | AM2+         | DDR2-1066 | ?       | RV610 - Radeon HD 3300 | 700 MHz              | 10                   | ?                    | UVD                  | 12               | 6           | 2.0 (2 × 16x ou 4 × 8x)              | 0, 1, 5, 10, AHCI | CrossFire, Hybrid CrossFire |
| 785G       |                   |             |              | HT 3.0       | AM2+         |           |         | Radeon HD4200          | 500 MHz              | 10.1                 |                      | UVD2                 |                  |             |                                      |                   |                             |
| 780G       | 5 mars 2008       | RS780       | SB700        | HT 3.0       | AM2+         | DDR2 1066 | 8 Gio   | Radeon HD3200          | 500 MHz              | 10                   |                      | UVD                  | 12 × 2.0 2 × 1.0 | 6           | 2.0 (1 × 16x)                        | 0, 1, 10, AHCI    | Hybrid CrossFireX           |
| 780V       |                   | RS780C      | SB700        | HT 3.0       | AM2+         | DDR2      |         | Radeon HD3100          | 350 MHz              | 10                   |                      | -                    |                  | 6           | 2.0 (1 × 16x)                        |                   | -                           |
| 770        |                   | RX780       | SB700        | HT 3.0       | AM2+         | DDR2      |         |                        |                      |                      |                      | -                    |                  | 6           | 2.0 (1 × 16x)                        |                   | -                           |
| 760G       | janvier 2009      | RS760       | SB710        | HT 3.0       | AM2+         | DDR2-1066 | ?       | Radeon HD 3000         | 350 MHz              | 10                   | ?                    | -                    | 12               | 6           | ?                                    | 0, 1, 10, AHCI    | Hybrid CrossFire            |
| 740G       |                   | RS740       | SB700        | HT 1.0       | AM2+         | DDR2      |         | Radeon HD2100          |                      | 9.0b                 |                      | -                    |                  | 6           | 1.1a                                 |                   | -                           |
| nForce 7x0 |                   |             |              |              |              |           |         |                        |                      |                      |                      |                      |                  |             |                                      |                   |                             |
| 780a SLI   |                   | MCP72XE     | -            | HT 3.0       | AM2+         | DDR2      |         | GeForce 8300           | 500 MHz              | 10                   |                      | PureVideo HD         | 12 × 2.0         | 6           | 2.0 (1 × 16x + 2 × 8x) 1.0 (1 × 16x) | 0, 1, 5, 10, AHCI | Hybrid Power GeForce Boost  |
| 750a SLI   |                   | MCP72P      | -            | HT 3.0       | AM2+         | DDR2      |         | GeForce 8300           | 500 MHz              | 10                   |                      | PureVideo HD         | 12 × 2.0         | 6           | 2.0 (2 × 8x)                         | 0, 1, 5, 10, AHCI | Hybrid Power GeForce Boost  |
| 730a       |                   | MCP78H      | -            | HT 3.0       | AM2+         | DDR2      |         | GeForce 8200           |                      | 10                   |                      | PureVideo HD         | 12 × 2.0         | 6           | 2.0 (1 × 16x)                        |                   | -                           |
| 720a       |                   | MCP78D      | -            | HT 3.0       | AM2+         | DDR2 1066 |         | GeForce 8100           |                      | 10                   |                      |                      |                  |             |                                      |                   |                             |